# Liste der Kulturdenkmäler in Niederburg
In der Liste der Kulturdenkmäler in Niederburg sind alle Kulturdenkmäler der rheinland-pfälzischen Ortsgemeinde Niederburg aufgeführt. Grundlage ist die Denkmalliste des Landes Rheinland-Pfalz (Stand: 27. Oktober 2023).

## Einzeldenkmäler
| Bezeichnung                         | Lage                                                            | Baujahr                            | Beschreibung | Bild                           |
| ----------------------------------- | --------------------------------------------------------------- | ---------------------------------- | --- | ------------------------------ |
| Brunnen                             | Brunnenstraße Lage                                              | zweite Hälfte des 19. Jahrhunderts | Brunnen, neugotisch, Rheinböllener Hütte, zweite Hälfte des 19. Jahrhunderts                                                                                      | BW                             |
| Kriegerdenkmal                      | Brunnenstraße, Ecke Rheingoldstraße Lage                        | 1920er Jahre                       | Kriegerdenkmal 1914/18; kleine Anlage mit Relief und Tafeln, 1920er Jahre                                                                                         | BW                             |
| Burgruine Niederburg                | Burgstraße, bei Nr. 2 Lage                                      | 12. oder 13. Jahrhundert           | im Norden runder Eckturm, im Süden Fundament eines Turmes, dazwischen zweigeschossiges Nauerstück mit Bögen und Nischen                                           | BW                             |
| Katholische Pfarrkirche St. Stephan | Kirchstraße Lage                                                | Anfang des 13. Jahrhunderts        | Westturm, Anfang des 13. Jahrhunderts, Chor um 1380, Langhaus 1746, nach 1945 dreischiffig erweitert                                                              | weitere Bilder Fotos hochladen |
| Wohnhaus                            | Rheingoldstraße 22 Lage                                         | 1732                               | Einfirsthaus, Fachwerk, bezeichnet 1732 | BW                             |
| Schul- und Backhaus                 | Ringstraße 10 Lage                                              | 1822                               | ehemaliges Schul- und Backhaus; Putzbau, bezeichnet 1822, Backsteinanbau, 1901; Brunnen, 19. Jahrhundert, wohl aus der Rheinböllener Hütte; bauliche Gesamtanlage | BW                             |
| Kapelle                             | westlich des Ortes; Flur Auf dem Leh unter dem Heiligenweg Lage | 1882                               | Bruchsteinsaal, bezeichnet 1882 | BW                             |